# بقر (جنس)
البقر (الاسم العلمي Bos)، جنس حيوانات برية ومستأنسة من فصيلة البقريات ورتبة مزدوجات الأصابع.